# اینکو آریما
اینکو آریما (به ژاپنی: 有馬稲子, Arima Ineko)؛ ( زادهٔ ۳ آوریل ۱۹۳۲) هنرپیشه اهل ژاپن است.
از فیلم‌هایی که وی در آن نقش داشته‌است، می‌توان به بوشیدو، حماسه سامورایی، گل بهاری، گرگ‌ومیش توکیو اشاره کرد.